# Gyminda tonduzii
Gyminda tonduzii är en benvedsväxtart som beskrevs av Ludwig Eduard Theodor Loesener. Gyminda tonduzii ingår i släktet Gyminda och familjen Celastraceae. Inga underarter finns listade.